# Jovana Arsić
Jovana Arsić (* 10. September 1992 in Zrenjanin, Bundesrepublik Jugoslawien) ist eine serbische Ruderin. Sie gewann (bis 2024) bei Europameisterschaften eine Gold- und eine Bronzemedaille im Einer.

## Sportliche Karriere
Jovana Arsić belegte bei den Olympischen Jugendspielen 2010 den 14. Platz im Einer. 2014 wurde sie Sechste bei den U23-Weltmeisterschaften. Bei den Weltmeisterschaften 2014 in der Erwachsenenklasse trat sie zusammen mit Iva Obradović im Zweier ohne Steuerfrau an und ruderte auf den neunten Platz. 2015 starteten die beiden im Doppelzweier und belegten den elften Platz bei den Europameisterschaften in Posen. Bei den Weltmeisterschaften 2015 trat Arsić im Einer an und belegte den 23. Platz. Bei der Olympiaqualifikation 2016 startete Arsić mit Ivana Filipović im Zweier ohne Steuerfrau und schied im Hoffnungslauf aus.
Nach einem Jahr Pause trat Jovana Arsić 2018 wieder international an, bei den Europameisterschaften in Glasgow wurde sie zusammen mit Nataša Zarić Neunte im Zweier ohne Steuerfrau. Ein Jahr später erreichte Arsić bei den Europameisterschaften in Luzern den neunten Platz im Einer. Bei den Weltmeisterschaften 2019 in Linz/Ottensheim wurde sie mit Milica Slijepčević 17. im Doppelzweier. 2020 belegte Jovana Arsić bei den Europameisterschaften den achten Platz im Einer. Bei den erst 2021 ausgetragenen Olympischen Spielen in Tokio trat Jovana Arsić im Einer an. Mit dem dritten Platz im C-Finale erreichte sie den 15. Platz in der Gesamtwertung.
2022 wurde Jovana Arsić bei den Weltmeisterschaften in Račice u Štětí Zehnte im Einer. 2023 bei den Europameisterschaften in Bled erruderte sie erstmals einen Platz im A-Finale. Hinter der Niederländerin Karolien Florijn und der Schweizerin Aurelia-Maxima Janzen erkämpfte Arsić die Bronzemedaille mit 0,38 Sekunden Vorsprung vor der viertplatzierten Bulgarin Desislawa Angelowa. Drei Monate später bei den Weltmeisterschaften in Belgrad erreichte Jovana Arsić als sechstbeste Europäerin den neunten Platz und damit die direkte Olympiaqualifikation für Paris 2024. Im April 2024 bei den Europameisterschaften in Szeged siegte Arsić im Einer mit fast fünf Sekunden Vorsprung vor der Deutschen Alexandra Föster. Bei den Olympischen Spielen in Paris erreichte Jovana Arsić als Siegerin des C-Finales den 13. Platz in der Gesamtwertung.